# Achillea ptarmicifolia
Achillea ptarmicifolia là một loài thực vật có hoa trong họ Cúc. Loài này được (Willd.) Rupr. ex Heimerl mô tả khoa học đầu tiên năm 1884.